# Kryptos (Band)
Kryptos ist eine indische Heavy-Metal-Band aus Bangalore. Die Band steht bei AFM Records unter Vertrag und hat fünf Studioalben veröffentlicht.

## Geschichte
Die Band wurde Ende 1998 vom Gitarristen Nolan Lewis und dem Bassisten und Sänger Ganesh Krishnaswamy gegründet. Anfangs spielte die Band Coverversionen von Black Sabbath und Led Zeppelin, bevor die Musiker begannen, eigene Lieder zu schreiben. Nach mehreren Besetzungswechseln kristallisierte sich mit dem zweiten Gitarristen Ashkay Patel und dem Schlagzeuger Ryan Colaco eine stabile Besetzung heraus. Im Jahre 2004 wurde das Debütalbum Spiral Ascent über das bandeigene Plattenlabel Clandestine Musick veröffentlicht. Das Albumcover wurde vom Dark-Tranquillity-Gitarristen Niklas Sundin entworfen.
Die Band spielte zahlreiche Konzerte in ihrem Heimatland und wurde im April 2006 von Old School Metal Records unter Vertrag genommen. Damit wurde Kryptos zur ersten indischen Metalband, die von einer internationalen Plattenfirma unter Vertrag genommen wurden. Bassist Ganesh Krishnaswamy verließ die Band und wurde durch Jayawant Tewari ersetzt. Nolan Lewis übernahm daraufhin den Gesang. Ende 2006 nahm die Band ihr zweites Studioalbum The Ark of Gemini auf, das allerdings erst zwei Jahre später veröffentlicht wurde.
Im Jahre 2009 trat die Band beim Rock in India-Festival als Vorgruppe von Iron Maiden auf. Ein Jahr später spielten Kryptos als erste indische Band eine Europatournee. Im Dezember 2011 gründeten einige Bandmitglieder mit befreundeten Musikern aus Bangalore das Plattenlabel Iron Fist Records. Im Februar 2012 erschien das dritte Studioalbum The Coils of Apollyon in Indien. Ein halbes Jahr später wurde die Band von AFM Records unter Vertrag genommen, die das Album im September 2012 weltweit veröffentlichten.
Ein Jahr später tourte die Band erneut durch Europa und spielte als erste indische Band beim Wacken Open Air. Danach verließen Bassist Jayawant Tewari und Schlagzeuger Ryan Colaco die Band. Ganesh Krishnaswamy kehrte als Bassist zurück während Anthony Hoover neuer Schlagzeuger wurde. Für den 23. September 2016 ist die Veröffentlichung des vierten Studioalbums Burn Up the Night geplant.

## Diskografie
- 2004: Spiral Ascent
- 2008: The Ark of Gemini
- 2012: The Coils of Apollyon
- 2016: Burn up the Night
- 2019: Afterburner
- 2021: Force of Danger
- 2024: Decimator